# Finska hokejska liga
Finska hokejska liga (finsko Liiga) je najvišja hokejska liga na Finskem, ki poteka od sezone 1927/28 pod vodstvom Hokejske zveze Finske. 

## Ime tekmovanja
- 1927/28 - 1973/74: SM-sarja
- 1974/75 - danes : SM-liiga

## Prvaki po sezonah
| - 1927/28 Reipas Vyborg - 1928/29 HJK Helsinki - 1930/31 TaPa Tampere - 1931/32 HJK Helsinki - 1932/33 Helsinki SK - 1933/34 Helsinki SK - 1934/35 HJK Helsinki - 1935/36 Ilves Tampere - 1936/37 Ilves Tampere - 1937/38 Ilves Tampere - 1940/41 Kronohagens IF - 1942/43 Kronohagens IF - 1943/45 Ilves Tampere - 1945/46 Ilves Tampere - 1946/47 Ilves Tampere - 1947/48 Tarmo Hämeenlinna - 1948/49 Tarmo Hämeenlinna - 1949/50 Ilves Tampere - 1950/51 Ilves Tampere - 1951/52 Ilves Tampere - 1952/53 Tappara-TBK Tampere - 1953/54 Tappara-TBK Tampere - 1954/55 Tappara-TBK Tampere - 1955/56 TPS Turku - 1956/57 Ilves Tampere - 1957/58 Ilves Tampere - 1958/59 Tappara Tampere | - 1959/60 Ilves Tampere - 1960/61 Tappara Tampere - 1961/62 Ilves Tampere - 1962/63 Lukko Rauma - 1963/64 Tappara Tampere - 1964/65 Ässät Pori Karhut - 1965/66 Ilves Tampere - 1966/67 Rosenlevin U-38 Pori - 1967/68 Koo-Vee Tampere - 1968/69 Helsinki IFK - 1969/70 Helsinki IFK - 1970/71 Ässät Pori - 1971/72 Ilves Tampere - 1972/73 Jokerit Helsinki - 1973/74 Helsinki IFK - 1974/75 Tappara Tampere - 1975/76 TPS Turku - 1976/77 Tappara Tampere - 1977/78 Ässät Pori - 1978/79 Tappara Tampere - 1979/80 Helsinki IFK - 1980/81 Kärpät Oulu - 1981/82 Tappara Tampere - 1982/83 Helsinki IFK - 1983/84 Tappara Tampere - 1984/85 Ilves Tampere - 1985/86 Tappara Tampere | - 1986/87 Tappara Tampere - 1987/88 Tappara Tampere - 1988/89 TPS Turku - 1989/90 TPS Turku - 1990/91 TPS Turku - 1991/92 Jokerit Helsinki - 1992/93 TPS Turku - 1993/94 Jokerit Helsinki - 1994/95 TPS Turku - 1995/96 Jokerit Helsinki - 1996/97 Jokerit Helsinki - 1997/98 Helsinki IFK - 1998/99 TPS Turku - 1999/00 TPS Turku - 2000/01 TPS Turku - 2001/02 Jokerit Helsinki - 2002/03 Tappara Tampere - 2003/04 Kärpät Oulu - 2004/05 Kärpät Oulu - 2005/06 HPK Hämeenlinna - 2006/07 Kärpät Oulu - 2007/08 Kärpät Oulu - 2008/09 JYP Jyväskylä - 2009/10 TPS Turku - 2010/11 HIFK Helsinki - 2011/12 JYP Jyväskylä - 2012/13 Ässät Pori - 2013/14 Kärpät Oulu |